# Baron noir
Baron Noir è una serie televisiva francese creata da Eric Benzekri e Jean-Baptiste Delafon, realizzata da Ziad Doueiri e Antoine Chevrollier. 
La prima stagione è stata diffusa su Canal+ dall'8 al 29 febbraio 2016, la seconda dal 22 gennaio al 12 febbraio 2017 e la terza dal 10 febbraio al 2 marzo in 2020.
La seconda stagione è uscita in contemporanea alle elezioni presidenziali francesi del 2017.

## Trama

### Prima stagione
Le elezioni presidenziali francesi sono in pieno svolgimento, il secondo turno sta per svolgersi. Francis Laugier, candidato del Partito Socialista, deve affrontare al secondo turno Jean-Marc Auzanet (Unione per un Movimento Popolare), il presidente uscente. La sera del dibattito per il secondo turno, uno dei più fidati alleati di Laugier, Philip Rickwaert, sindaco di Dunkerque, in testa per ottenere la direzione del partito in cambio dell'aiuto alle elezioni per Laugier, viene informato da una fonte interna alla polizia che una perquisizione della finanza avverrà l'indomani nella sede degli uffici per gli HLM di Dunkerque. Temendo che gli investigatori scoprano che una parte dei fondi sia servita a finanziare la campagna elettorale di Laugier, Rickwaert, Véronique Bosso, la sua vice, e Joël Donfront, il tresoriere della sede, fanno sparire nella notte le prove.
Questo provoca un buco finanziario nella tresoreria, Rickwaert chiede a Joël di fingersene responsabile, mentre garantisce al contempo a Laugier che i problemi spariranno. Tuttavia Joël decide di suicidarsi e Laugier, eletto nel frattempo presidente della Repubblica, preferisce abbandonare Rickwaert. Sentendosi tradito, Rickwaert, alias il Baron noir, riesce a farsi eleggere deputato del Nord contro il candidato ufficiale del PS che Laugier e Aurélie Dorendeu, consigliera personale di Laugier, hanno voluto piazzare contro di lui. Rickwert decide di usare il suo mandato e la sua influenza nel partito per vendicarsi e far affondare il quinquennato di Laugier...

### Seconda stagione
Philip Rickwaert esce di carcere tra i due turni delle elezioni presidenziali francesi. Appena uscito, si impegna per far vincere Aurélie Dorendeu contro Lionel Chalon, candidato dell'estrema destra. Rickwaert cerca di far riallacciare i rapporti tra il PS e l'estrema sinistra, rappresentata dal movimento di Vidal, ma scopre che Aurélie Dorendeu preferisce invece trovare un'intesa con Stéphane Thorigny, il capo dei centristi con convinzioni liberali...

## Personaggi e interpreti
- Kad Merad : Philippe Rickwaert, deputato del Nord e sindaco di Dunkerque, poi secondo ministro del Lavoro durante la presidenza di Francis Laugier e infine candidato alla presidenza della Repubblica per la sinistra.
- Anna Mouglalis : Amélie Dorendeu, consigliera di Francis Laugier, poi segretaria del Partito Socialista, poi presidente della Repubblica.
- Niels Arestrup : Francis Laugier, candidato del Partito Socialista alla presidenza della Repubblica, poi presidente (stagione 1)
- Astrid Whettnall : Véronique Bosso, vicesindaco di Dunkerque, poi consigliera speciale della presidente Amélie Dorendeu, poi presidente della regione dell'Alta Francia.
- Hugo Becker : Cyril Balsan, assistente parlamentare di Philippe Rickwaert, poi deputato della Valle della Marna poi ministro dell'educazione nel terzo governo di Amélie Dorendeu
- Jean-Pierre Martins : Bruno Rickwaert, fratello di Philippe
- Michel Voïta : Jean-Marc Auzanet, ex-presidente della Repubblica e membro de facto del Consiglio costituzionale.
- Lubna Gourion : Salomé Rickwaert, figlia di Philippe
- François Morel : Michel Vidal, leader della sinistra radicale (stagione 2 - in corso)
- Pascal Elbé : Stéphane Thorigny, capo dei centristi e deputato del Calvados, poi secondo Primo ministro della presidenza di Amélie Dorendeu (stagione 2 - in corso)
- Patrick Mille : Lionel Chalon, presidente del Rassemblement National (RN), estrema destra (stagione 2)

## Accoglienza e ascolti
La serie è stata particolarmente ben accolta dalla stampa francese. Il pubblico premia ugualmente la prima stagione della serie, con una media di un milione di spettatori a episodio.

## Riconoscimenti
- Prix du Producteur Français de Télévision 2017
- Trophée du Film Français 2017 : Trophée duo auteur‐producteur Télévision
- Candidatura all'International Emmy Awards 2017 : Miglior attore per Kad Merad